# Подпоручик Киже (балет)
«Подпору́чик Киже́»  — одноактный балет в постановке Ольги Тарасовой и Александра Лапаури на музыку Сергея Прокофьева из симфонической сюиты «Поручик Киже» (op. 60 1934 года) и балета «Стальной скок». Либретто Андрея Вейцлера, Александра Мишарина, Ольги Тарасовой и Александра Лапаури по мотивам одноимённой повести Юрия Тынянова, художник-постановщик Борис Мессерер, дирижёр-постановщик Альгис Жюрайтис. Премьера состоялась 10 декабря 1963 года на сцене Большого театра.

## История создания
Симфоническая сюита Сергея Прокофьева «Поручик Киже», созданная им в 1934 году из собственной музыки к одноимённому кинофильму, дважды в истории становилась основой для балетного спектакля. Первым к ней обратился в 1941 году Михаил Фокин, поставив балет «Русский солдат», который оказался творческим завещанием мастера — через семь месяцев после премьеры он скончался. Фокин оставил в стороне сатирическую повесть Юрия Тынянова, которая легла в основу фильма, и сперва посвятил балет «всем страждущим воинам», а в окончательной редакции — «храбрым русским солдатам второй мировой войны».
Второе обращение к этой музыке произошло в 1962 году, когда Большой театр запланировал новый спектакль к 10-летию со дня смерти Сергея Прокофьева. Либреттисты Андрей Вейцлер и Александр Мишарин расширили темы повести, создав двух не существовавших у Тынянова персонажей — Фрейлину и Перо. Музыкальный редактор партитуры композитор Н. Яковлев дополнил сюиту фрагментами из балета Прокофьева «Стальной скок», написанного в 1925 году. Спектакль стал первой работой в балете театрального художника Бориса Мессерера.

## Сценическая жизнь

### Большой театр
Премьера спектакля состоялась 10 февраля 1963 года.
Исполнители:
- Павел — Георгий Бовт (затем Эсфандьяр Кашани, Валерий Антонов, Владимир Васильев)
- Фрейлина — Раиса Стручкова (затем Римма Карельская, Наталья Рыженко)
- Адъютанты — Алексей Закалинский, Герман Ситников, Николай Черничкин
- Перо — Людмила Богомолова (затем Наталья Филиппова, Нина Сорокина)
- Перья — Ида Васильева и Светлана Иванова
- Дама — Елена Ванке
- Аристократка — Тамара Тучнина
- Аристократ — Александр Бегак (затем Александр Лавренюк)
- Советник — Николай Симачёв
- Генерал — Андрей Крамаревский (затем Василий Ворохобко)

Спектакль прошёл 26 раз, последнее представление прошло 31 марта 1966 года. 18 декабря 1977 года состоялось возобновление на сцене Кремлёвского дворца съездов (в то время — филиал Большого театра).
Исполнители:
- Павел — Борис Акимов (затем Алексей Лазарев)
- Фрейлина — Раиса Стручкова, участница премьеры (затем Светлана Адырхаева, Татьяна Бессмертнова, Ирина Холина)
- Перо — Татьяна Попко (затем Мария Былова, Людмила Романовская)

Спектакль прошёл 13 раз, последнее представление прошло 6 декабря 1978 года.

### В других театрах
Свою постановку Ольга Тарасова и Александр Лапаури перенесли на сцены нескольких театров СССР:
- 1964 — Татарский театр оперы и балета имени Мусы Джалиля;
- 1964 — Киевский театр оперы и балета;
- 1967 — Одесский театр оперы и балета.